# William Humphreys Art Gallery
Die William Humphreys Art Gallery (WHAG) in Kimberley ist eines der bedeutendsten Kunstmuseen Südafrikas. Das Gebäude liegt im Civic Centre Complex, eingebettet in den öffentlichen Ernest Oppenheimer Gardens, einem bekannten Park in der Stadtmitte. Die Galerie ist in einem speziell entworfenen Gebäude untergebracht, das 1952 eröffnet wurde, um die Kunstsammlung von William Benbow Humphreys der Öffentlichkeit zugänglich zu machen.

## Geschichte
Die 1952 gegründete Galerie verdankt ihre Existenz William Benbow Humphreys, einem einflussreichen Geschäftsmann und Kunstsammler. Er stiftete der Stadt Kimberley eine umfangreiche Sammlung europäischer und südafrikanischer Kunst, die heute den Grundstock der Dauerausstellung bildet. Neben Gemälden umfasst die Sammlung auch antike Möbel und andere Kunstgegenstände.
Die erste Organisation, die in Kimberley zur Förderung kultureller Aktivitäten gegründet wurde, war das Kimberley Athenaeum, das 1903 unter dem Vorsitz des Bürgermeisters ins Leben gerufen wurde. Obwohl die Gesellschaft, die bis 1911 mit wechselndem Erfolg tätig war und danach stetig wuchs, unter anderem Debattier-, Musik- und Theatervereine umfasste, wurden keine Vorkehrungen für die an bildender Kunst interessierten Gemeindemitglieder getroffen. Erst 1914 initiierte William Timlin die Gründung einer Kunstabteilung. Trotz des Rückschlags, den der Ausbruch des Ersten Weltkriegs für das gesamte Athenaeum bedeutete, organisierte die Kunstabteilung auch während des Krieges Kunstausstellungen und sammelte Geld für Kriegszwecke.
Die Auswirkungen des Krieges und der Grippeepidemie von 1918 auf das Athenaeum waren gravierend, und nur die Kunstsektion überlebte. Daraufhin wurde beschlossen, dass sich die Kunstabteilung in Zukunft dem Erwerb südafrikanischer Kunstwerke widmen sollte, um den Kern einer Kunstgalerie zu bilden, und dass diese Kunstwerke schließlich den Bürgern von Kimberley zum Gedenken an die Mitglieder des Athenaeum, die im Krieg ihr Leben verloren hatten, übergeben werden sollten. Diese Sammlung wurde 1942 dem Stadtrat von Kimberley zur treuhänderischen Verwaltung für die Bürger von Kimberley übergeben. Später erhielt die Athenaeum-Sammlung einen festen Platz in der William Humphreys Art Gallery, die im Dezember 1952 eröffnet wurde.
Die William Humphreys Art Gallery liegt zentral im Oppenheimer Garden in Kimberley und zählt neben dem Besuch der berühmten Diamantenmine „The Big Hole“ zu den kulturellen Highlights der Stadt. Finanziert wird die Galerie unter anderem durch den südafrikanischen Staat sowie durch private Spenden und philanthropische Stiftungen.

## Sammlung
Die William Humphreys Art Gallery beherbergt eine vielfältige Sammlung von Werken europäischer Meister des 16. und 17. Jahrhunderts, darunter flämische und niederländische Maler wie Jan Brueghel der Ältere und Jan van Goyen. Hinzu kommen Werke französischer und englischer Künstler des 18. und 19. Jahrhunderts sowie italienische Gemälde. Ein bedeutender Teil der Sammlung konzentriert sich jedoch auf südafrikanische Kunst mit Werken bekannter Künstler wie Irma Stern und Jacobus Hendrik Pierneef. In jüngster Zeit wurde die Sammlung um zeitgenössische Werke und kunsthandwerkliche Objekte erweitert, die die Vielfalt der südafrikanischen Kunstszene widerspiegeln.

### Altmeistergemälde
Zu den frühesten Werken gehören die Landschaften von Jan Brueghel dem Älteren (1568–1625). Es folgen Landschaften von Antonie Waterloo (1610–1676), Jan Wijnants (1615–1679), Jan Both (1610–1652) und Philips Wouwerman (1619–1668). Eine Landschaft mit Ruinen von Karel Dujardin (1622–1678) und eine Flussszene von Jan van Goyen (1596–1656) gehören zu den bekanntesten Werken. Unter den Stillleben finden sich Werke von Cornelis de Heem (1631–1695), Jan Frans van Son (1658–1704) und Jan van Huysum (1682–1749). Weitere bekannte Gemälde sind Die Holzfäller von Adam Pynacker (1622–1673), Kämpfende Katzen von Frans Snyders (1579–1657), Interieur von Egbert van der Poel (1621–1664), Bildnis eines Mannes von Caeser van Everdingen (1606–1678), Bildnis einer Frau von Gonzales Coques (1614–1684), Freier in einem Garten von Dirck Hals (1591–1656), Frau zu Pferde von Eglon van der Neer (1635–1703) und Rast auf der Flucht nach Ägypten von Gerrit Dou (1613–1675). Französische Gemälde von Jean–Baptiste Greuze (1725–1805) und Gaspard Dughet (1594–1665). Das Gemälde Schiffbruch stammt von Eugène Isabey (1767–1855). Italienische Gemälde von Andrea del Sarto (1486–1530) und Salvator Rosa (1615–1673).

### 19. und 20. Jahrhundert
Zu den Gemälden der Sammlung gehören Mrs Irvine J. Boswell von Henry Raeburn (1756–1823), Lord Eldin von Andrew Geddes (1783–1844), Mutter und Kind: The Bath von William Orpen (1878–1931) und ein Selbstbildnis von David Wilkie (1785–1841). Weitere Werke stammen von Peter Lely (1618–1680), William Etty (1675–1734), William Hogarth (1697–1764) und George Romney (1734–1802).

### Südafrikanische Maler
Viele der bekanntesten südafrikanischen Künstler sind in der Galerie vertreten. Die wichtigste Sammlung ist die von Alexis Preller (1911–1975). Irma Stern (1894–1966) ist mit drei Porträts und einem Stillleben vertreten. Zu den ältesten Künstlern, deren Werke hier gezeigt werden, gehören Thomas William Bowler (1812–1869) und Frederick Timpson I'Ons (1802–1887). Bowler malte Kapstadt und den Tafelberg von der Tafelbucht aus. Zu den sieben Gemälden von Frans Oerder (1867–1944) gehören ein Lesendes Mädchen und ein Junge. Highveld, Transvaal ist ein Werk von Jacobus Hendrik Pierneef (1886–1957). Weitere Höhepunkte sind De Beers Mine (The Big Hole), Old Church, Tulbagh und Victoria Falls von Robert Gwelo Goodman (1871–1939); Bowl with a clump of mixed flowers von Wolf Kibel (1903–1938); The Return of the Rajah and The Messenger of Death von John Henry Amshewitz (1882–1942); Ship in Durban Harbour von Clement Senèque (1897–1930); Pool in the Komati River von Rosamund Everard–Steenkamp (1907–1945); und Rock Landscape von Stefan Ampenberger (1908–1983).
Neben der Malerei sind in der Abteilung dekorativer Kunst auch französische Möbel aus dem 18. Jahrhundert, Möbel aus südafrikanischem Stinkwood (Ocotea bullata) und Yellowwood (Podocarpus latifolius), Dresdner und Meißner Porzellan sowie Kap–Silberarbeiten von Johannes Casparus Lotter aus dem 19. Jahrhundert.